# Melissa Vargas Camacho
Melissa Estefanía Vargas Camacho (Toluca, Estado de México, 19 de diciembre de 1979) es una política mexicana, miembro del Partido Revolucionario Institucional. Fue diputada federal para el periodo de 2021 a 2024.

## Biografía
Es licenciada en Ciencias Políticas y Administración Pública por la Universidad Autónoma del Estado de México y tiene estudios de diplomados de Gestión Pública y de Retos de Administración Pública Municipal en el Instituto Tecnológico y de Estudios Superiores de Monterrey, de Políticas Públicas en el Instituto de Estudios Legislativos del Estado de México y en Desarrollo Organizacional.
En 2008 fue nombrada directora general del Instituto Mexiquense de la Juventud (IMJUVE) por el gobernador Enrique Peña Nieto, permaneciendo en el cargo hasta el fin de su gobierno en 2011, en 2012 fue coordinadora de Región en la Secretaría General de Gobierno, siendo titular de esta secretaría Ernesto Nemer Álvarez y gobernador Eruviel Ávila Villegas, de 2013 a 2015 fue sindicatos del ayuntamiento del municipio de Toluca siendo presidenta municipal Martha Hilda González Calderón y de 2016 a 2017 fue directora general adjunta en la Secretaría de Desarrollo Social del gobierno del estado de México, en el mismo gobierno de Eruviel Ávila.
En 2017 el gobernador Alfredo del Mazo Maza la nombró vocal ejecutiva en el Consejo Estatal de la Mujer y Bienestar Social del estado de México. Renunció a dicho cargo en 2021 para ser postulada candidata de la coalición Va por México a diputada federal por el Distrito 26 del estado de México. Logró el triunfo derrotando a su antecesora que buscaba la reelección, para la LXV Legislatura en donde se integró en el grupo parlamentario del PRI y ocupó los cargos de secretaria de la comisión de Medio Ambiente y Recursos Naturales; e integrante de las comisiones de Atención a Grupos Vulnerables; y, de Igualdad de Género.
Se separó de su cargo mediante licencia del 19 de abril al 1 de mayo de 2023 y, nuevamente del 13 de abril al 11 de junio de 2024.